# Mangnuo Xiang
Mangnuo Xiang (kinesiska: 忙糯, 忙糯乡) är en socken i Kina. Den ligger i provinsen Yunnan, i den sydvästra delen av landet, omkring 330 kilometer sydväst om provinshuvudstaden Kunming. Antalet invånare är 22 545. Befolkningen består av 10 381 kvinnor och 12 164 män. Barn under 15 år utgör 18,0 %, vuxna 15-64 år 75 %, och äldre över 65 år 5,0 %.
Genomsnittlig årsnederbörd är 1 446 millimeter. Den regnigaste månaden är juli, med i genomsnitt 410 mm nederbörd, och den torraste är februari, med 5 mm nederbörd.